# Stephen Roberts
Stephen Roberts (23 de noviembre de 1895 – 17de julio de 1936) fue un director de cine estadounidense, reconocido por dirigir 105 películas entre 1923 y 1936.[cita requerida]
Roberts nació en Summersville, Virginia Occidental y murió en Los Ángeles, California, a causa de un ataque al corazón.

## Filmografía seleccionada
- The Radio Bug (1926)
- Listen Lena (1927)
- Lady and Gent (1932)
- If I Had a Million (1932)
- The Story of Temple Drake (1933)
- The Trumpet Blows (1934)
- Romance in Manhattan (1935)
- Star of Midnight (1935)
- The Ex-Mrs. Bradford (1936)